# Nederlandsch Jaarboekje voor Vrijmetselaren
Het Nederlandsch Jaarboekje voor Vrijmetselaren (vanaf 1866 uitgegeven als Jaarboekje voor Nederlandsche Vrijmetselaren) was een onafhankelijk uitgegeven Nederlands tijdschrift voor de leden van de Orde van Vrijmetselaren.

## Ontstaan
Een voortzetting van de 18de en 19de-eeuwse Nederlandsche Vrij-metselaars almanak, inhoudende een staat van loges, maçonnieke instellingen en een aantal Bouwstukken. Later is de informatie die de Almanak bood  verwerkt in het Bulletin. Dit Bulletin verschijnt al sinds 1870, dus beide publicaties hebben geruime tijd naast elkaar bestaan.

## Inhoud
De boekjes geven in de vorm van een terugblik een overzicht van het maçonnieke jaar. Daarbij staat het gezichtspunt van de Orde van Vrijmetselaren centraal. Er wordt een update gegeven van de belangrijkste gegevens van alle loges, van functiewisselingen en van de belangrijkste maçonnieke gebeurtenissen zoals jubilea in dat jaar. De boekjes zijn een onmisbaar naslagwerk voor wie onderzoek wil doen naar de geschiedenis van de vrijmetselarij in Nederland.
Daarnaast staan er korte en lange artikelen en ook gedichten, necrologieën, lofdichten en cursiefjes in, bijvoorbeeld ook enkele van Jacob van Lennep.